# Anthaxia
Genre
Le genre Anthaxia regroupe de nombreuses espèces d'insectes coléoptères, aussi appelés anthaxies ou richards, de la famille des Buprestidae.

## Description morphologique
Les anthaxies sont de forme allongée. Elles ont une carapace généralement vivement colorée, aux reflets métallisés. 

## Comportement

### Alimentation
Les adultes, diurnes, se nourrissent de pollen ou de pétales de fleurs. Les larves se nourrissent en creusant des galeries dans le bois.

## Systématique

### Étymologie
Le terme Anthaxia vient de anthos (ἄνθοϛ), la fleur, et de axia (ἄξια), qui signifie « digne de ».

### Espèces rencontrées en Europe

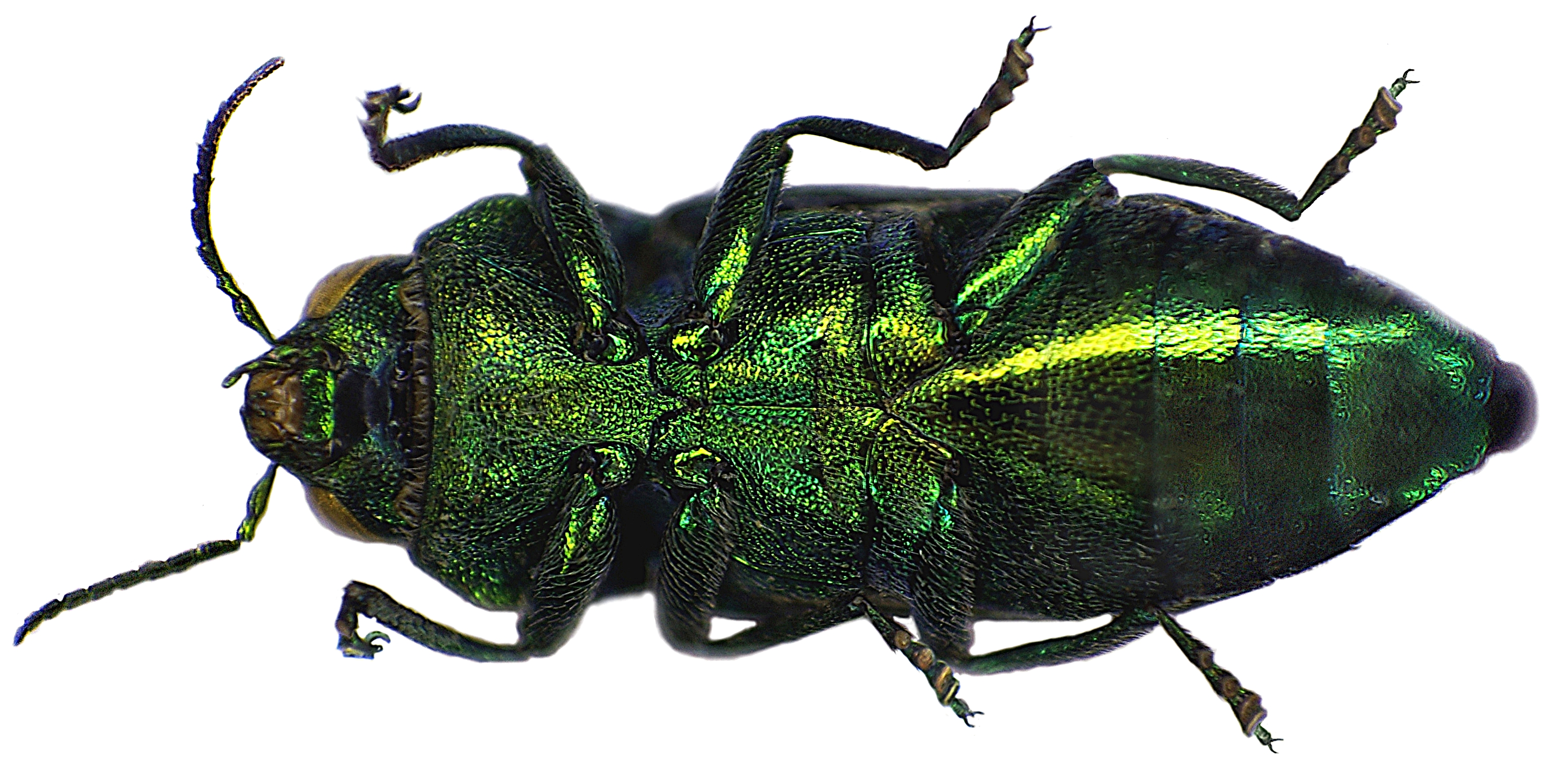
Anthaxia candens, face ventrale

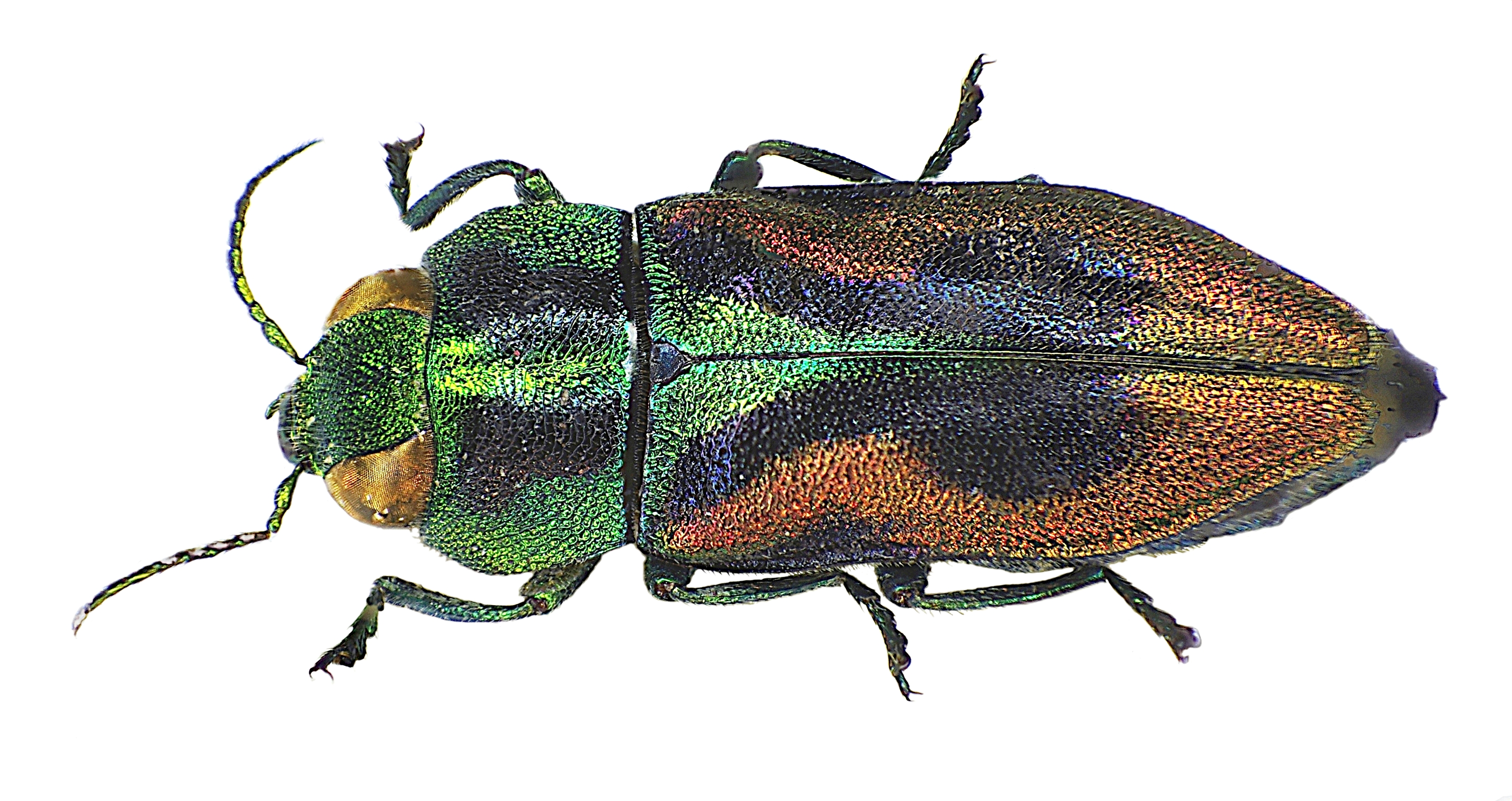
Anthaxia candens, face dorsale

Le genre Anthaxia a été divisé en sous-genres. Selon Fauna Europaea, les 4 sous-genres suivants sont présents en Europe :
- Sous-genre Anthaxia
  - Anthaxia amasina Daniel, 1903
  - Anthaxia anatolica Chevrolat, 1837
    - Anthaxia anatolica anatolica Chevrolat, 1837
    - Anthaxia anatolica ferulae Géné, 1839

  - Anthaxia ariadna Bílý, 1982
  - Anthaxia aureoviridis Svoboda, 1994
  - Anthaxia bicolor Falderman, 1835
    - Anthaxia bicolor bicolor Falderman, 1835
    - Anthaxia bicolor candiota Obenberger, 1938
    - Anthaxia bicolor comptei Cobos, 1966

  - Anthaxia brevis Gory & Laporte, 1839
    - Anthaxia brevis achaia Obenberger, 1938
    - Anthaxia brevis brevis Gory & Laporte, 1839

  - Anthaxia brodskyi Bílý, 1982
  - Anthaxia candens (Panzer, 1793)
  - Anthaxia ceballosi Escalera, 1931
  - Anthaxia chevrieri Gory & Laporte, 1839
  - Anthaxia cyanescens Gory, 1841
    - Anthaxia cyanescens bedeli Abeille de Perrin, 1893
    - Anthaxia cyanescens cyanescens Gory, 1841
    - Anthaxia cyanescens peloponesiaca Obenberger, 1938

  - Anthaxia deaurata (Gmelin, 1790)
    - Anthaxia deaurata cretica Brandl, 1993
    - Anthaxia deaurata deaurata (Gmelin, 1790)

  - Anthaxia dimidiata (Thunberg, 1789)
  - Anthaxia discicollis Gory & Laporte, 1839
  - Anthaxia elberti Brandl, 1993
  - Anthaxia fernandezi Cobos, 1953
  - Anthaxia fulgurans (Schrank, 1789)
  - Anthaxia funerula (Illiger, 1803)
  - Anthaxia hackeri Frivaldszki, 1884
  - Anthaxia herbertschmidi Novak, 1992
  - Anthaxia hozaki Bílý, 1973
  - Anthaxia hypomelaena (Illiger, 1803)
  - Anthaxia idae Obenberger, 1938
  - Anthaxia impunctata Abeille de Perrin, 1909
  - Anthaxia juliae Liberto, 1996
  - Anthaxia kurdistana Obenberger, 1912
    - Anthaxia kurdistana cypriota Obenberger, 1938

  - Anthaxia lucens Küster, 1852
  - Anthaxia mahri Novak, 1984
  - Anthaxia manca (Linnaeus, 1767)
  - Anthaxia marmottani Brisout de Barneville, 1883
    - Anthaxia marmottani hispanica Cobos, 1953
    - Anthaxia marmottani marmottani Brisout de Barneville 1883

  - Anthaxia mendizabali Cobos, 1965
  - Anthaxia midas Kiesenwetter, 1857
    - Anthaxia midas midas Kiesenwetter, 1857
    - Anthaxia midas oberthuri Schaefer, 1937
    - Anthaxia midas spathuligera Obenberger, 1924

  - Anthaxia néréis Schaefer, 1938
  - Anthaxia nitidula (Linnaeus, 1758)
    - Anthaxia nitidula nitidula (Linnaeus, 1758)
    - Anthaxia nitidula signaticollis Krynicki, 1832

  - Anthaxia olivieri Gory & Laporte, 1839
  - Anthaxia passerini (Pecchioli, 1837)
  - Anthaxia perrini Obenberger, 1918
  - Anthaxia plicata Kiesenwetter, 1859
  - Anthaxia podolica Mannerheim, 1837
  - Anthaxia salicis (Fabricius, 1776)
  - Anthaxia schoenmanni Novak, 1984
  - Anthaxia semicuprea Küster, 1852
  - Anthaxia suzannae Théry, 1942
  - Anthaxia thalassophila Abeille de Perrin, 1900
    - Anthaxia thalassophila iberica Cobos, 1986
    - Anthaxia thalassophila pseudokervillei Niehuis, 1990
    - Anthaxia thalassophila thalassophila Abeille de Perrin, 1900

  - Anthaxia tuerki Ganglbauer, 1886
  - Anthaxia vittula Kiesenwetter, 1857

- Sous-genre Cratomerus :
  - Anthaxia diadema (Fischer, 1824)
  - Anthaxia eugeniae Ganglbauer, 1885
  - Anthaxia hungarica (Scopoli, 1772)
  - Anthaxia margotana Novak, 1983
  - Anthaxia nupta Kiesenwetter, 1857
    - Anthaxia nupta confinata Magnani, 1995

  - Anthaxia scorzonerae (Frivaldszki, 1838)
  - Anthaxia sponsa Kiesenwetter, 1857

- Sous-genre Haplanthaxia :
  - Anthaxia aprutiana Gerini, 1955
  - Anthaxia bettagi Niehuis, 1983
  - Anthaxia cichorii (Olivier, 1790)
  - Anthaxia confusa Gory, 1841  
    - Anthaxia confusa baudii Obenberger, 1914
    - Anthaxia confusa confusa Gory, 1841

  - Anthaxia  curlettii Magnani, 1993
  - Anthaxia ignipennis Abeille de Perrin, 1882
  - Anthaxia karsanthiana Pic, 1917
  - Anthaxia kiesenwetteri Marseul, 1865
  - Anthaxia laticeps Abeille de Perrin, 1900
    - Anthaxia laticeps laticeps Abeille de Perrin, 1900
    - Anthaxia laticeps navratili Bílý, 1984

  - Anthaxia lusitanica Obenberger, 1943
  - Anthaxia marani Obenberger, 1938
  - Anthaxia millefolii (Fabricius, 1801)
    - Anthaxia millefolii millefolii (Fabricius, 1801)
    - Anthaxia millefolii polychloros Abeille de Perrin, 1894

  - Anthaxia olympica Kiesenwetter, 1880
    - Anthaxia olympica olympica Kiesenwetter, 1880

  - Anthaxia parallela Gory & Laporte, 1839
  - Anthaxia praeclara Mannerheim, 1837
    - Anthaxia praeclara creticola Brandl & Mühle, 1998
    - Anthaxia praeclara praeclara Mannerheim, 1837

  - Anthaxia rossica Daniel, 1903
  - Anthaxia scutellaris Géné, 1839
    - Anthaxia scutellaris scutellaris Géné, 1839
    - Anthaxia scutellaris semireducta Pic, 1911

  - Anthaxia senilis Wollaston, 1864
    - Anthaxia senilis palmensis Cobos, 1970
    - Anthaxia senilis senilis Wollaston, 1864

  - Anthaxia umbellatarum (Fabricius, 1787)

- Sous-genre Melanthaxia :
  - Anthaxia alziari Magnani, 1993
  - Anthaxia balatonica Bílý & Somorjai, 1989
  - Anthaxia carmen Obenberger, 1912
  - Anthaxia castiliana Obenberger, 1914
  - Anthaxia corinthia Reiche & Saulcy, 1856
  - Anthaxia corsica Reiche, 1861
    - Anthaxia corsica corsica Reiche, 1861
    - Anthaxia corsica maremmana Tassi, 1966

  - Anthaxia espanoli Cobos, 1954
  - Anthaxia godeti Gory & Laporte, 1839
  - Anthaxia graeca Bílý, 1984
  - Anthaxia griseocuprea Kiesenwetter, 1857
  - Anthaxia helvetica Stierlin, 1868
    - Anthaxia helvetica appenina Obenberger, 1938
    - Anthaxia helvetica helvetica Stierlin, 1868

  - Anthaxia hladili Bílý, 1984
  - Anthaxia istriana Rosenhauer, 1847
  - Anthaxia kochi Obenberger, 1938
  - Anthaxia kubani Bílý, 1986
  - Anthaxia liae Gobbi, 1983
  - Anthaxia mamaj Pliginski, 1924
  - Anthaxia masculina Bílý, 1984
  - Anthaxia morio (Fabricius, 1792)
  - Anthaxia muehlei Niehuis, 1983
  - Anthaxia mysteriosa Obenberger, 1917
  - Anthaxia nigritula Ratzeburg, 1837
  - Anthaxia nigrojubata Roubal, 1913
    - Anthaxia nigrojubata incognita Bílý, 1974
    - Anthaxia nigrojubata inexpectata Novak, 1986

  - Anthaxia obesa Abeille de Perrin, 1900
  - Anthaxia quadripunctata (Linnaeus, 1758)
  - Anthaxia rugicollis Lucas, 1849
    - Anthaxia rugicollis atlantica Obenberger, 1938
    - Anthaxia rugicollis rugicollis Lucas, 1849
    - Anthaxia rugicollis tassii Herman, 1966
    - Anthaxia rugicollis zoufali Obenberger, 1925

  - Anthaxia segurensis Obenberger, 1924
  - Anthaxia sepulchralis (Fabricius, 1801)
  - Anthaxia sturanyi Obenberger, 1914
  - Anthaxia tenella Kiesenwetter, 1858
  - Anthaxia thessalica Brandl, 1981